# Richard A. Harris
Pour les articles homonymes, voir Harris.
Richard A. Harris est un monteur américain qui a reçu plusieurs récompenses. Il a été récompensé d'un Oscar en 1998 pour Titanic. Il a également été nommé pour cette même récompense pour Terminator 2 : le Jugement dernier.

## Filmographie partielle
- 1974 : Le Cri du loup (Scream of the Wolf) de Dan Curtis
- 1974 : Dracula et ses femmes vampires (Dracula) de Dan Curtis
- 1974 : Melvin Purvis G-MAN de Dan Curtis
- 1974 : The Great Ice Rip-Off de Dan Curtis
- 1975 : Smile de Michael Ritchie
- 1975 : The Kansas City Massacre de Dan Curtis
- 1980 : L'Île sanglante (The Island) de Michael Ritchie
- 1991 : Terminator 2 : le Jugement dernier (Terminator 2: Judgment Day) de James Cameron
- 1997 : Titanic de James Cameron